# Streepzaad
Streepzaad (Crepis) is een geslacht uit de composietenfamilie (Asteraceae) en omvat ongeveer tweehonderd soorten eenjarige en vaste planten. De naam streepzaad is afgeleid van de vele ribben op het zaad, dat eigenlijk een nootvruchtje is. De botanische naam Crepis komt uit het Oudgrieks en betekent schoenzool, een verwijzing naar het blad.
Streepzaad komt voor op het Noordelijk halfrond en tropisch Afrika.
Streepzaad-soorten zijn een waardplant voor de rupsen van soorten als de tweekleurige uil.
Op Kreta en in Griekenland worden de bladeren van Crepis commutata genuttigd onder de naam glykosyrida (γλυκοσυρίδα). Ze kunnen zowel rauw als gekookt gegeten worden. Op Kreta worden ook de bladeren en jonge stengels van paardenbloemstreepzaad, onder de namen kokkinogoula (κοκκινογούλα), lekanida (λεκανίδα) of prikousa (πρικούσα) en een lokaal ras genaamd maryies (μαργιές) of pikrouses (πικρούσες) gekookt gegeten

## Enkele soorten
- Crepis acuminata
- Crepis bakeri
- Crepis biennis - Groot streepzaad
- Crepis capillaris - Klein streepzaad
- Crepis commutata
- Crepis foetida - Stinkend streepzaad
- Crepis intermedia
- Crepis modocensis
- Crepis mollis
- Crepis monticola
- Crepis nana
- Crepis nicaeensis
- Crepis occidentalis
- Crepis paludosa - Moerasstreepzaad
- Crepis pleurocarpa
- Crepis praemorsa
- Crepis rubra
- Crepis runcinata
- Crepis sancta - Vleugelstreepzaad
- Crepis setosa - Borstelstreepzaad
- Crepis sibirica
- Crepis sodiroi
- Crepis tectorum - Smal streepzaad
- Crepis vesicaria - Paardenbloemstreepzaad